# Reutealis trisperma
Reutealis trisperma là một loài thực vật có hoa trong họ Đại kích. Loài này được Blanco miêu tả khoa học đầu tiên năm 1837 dưới danh pháp Aleurites trispermus. Năm 1966 Airy Shaw chuyển nó sang chi Reutealis.
Loài này đặc hữu Philippines và được sử dụng tại đây như một loài cây lấy gỗ. Tên tiếng Anh của nó là Philippine tung (đồng/trẩu Philippines).

## Hình ảnh

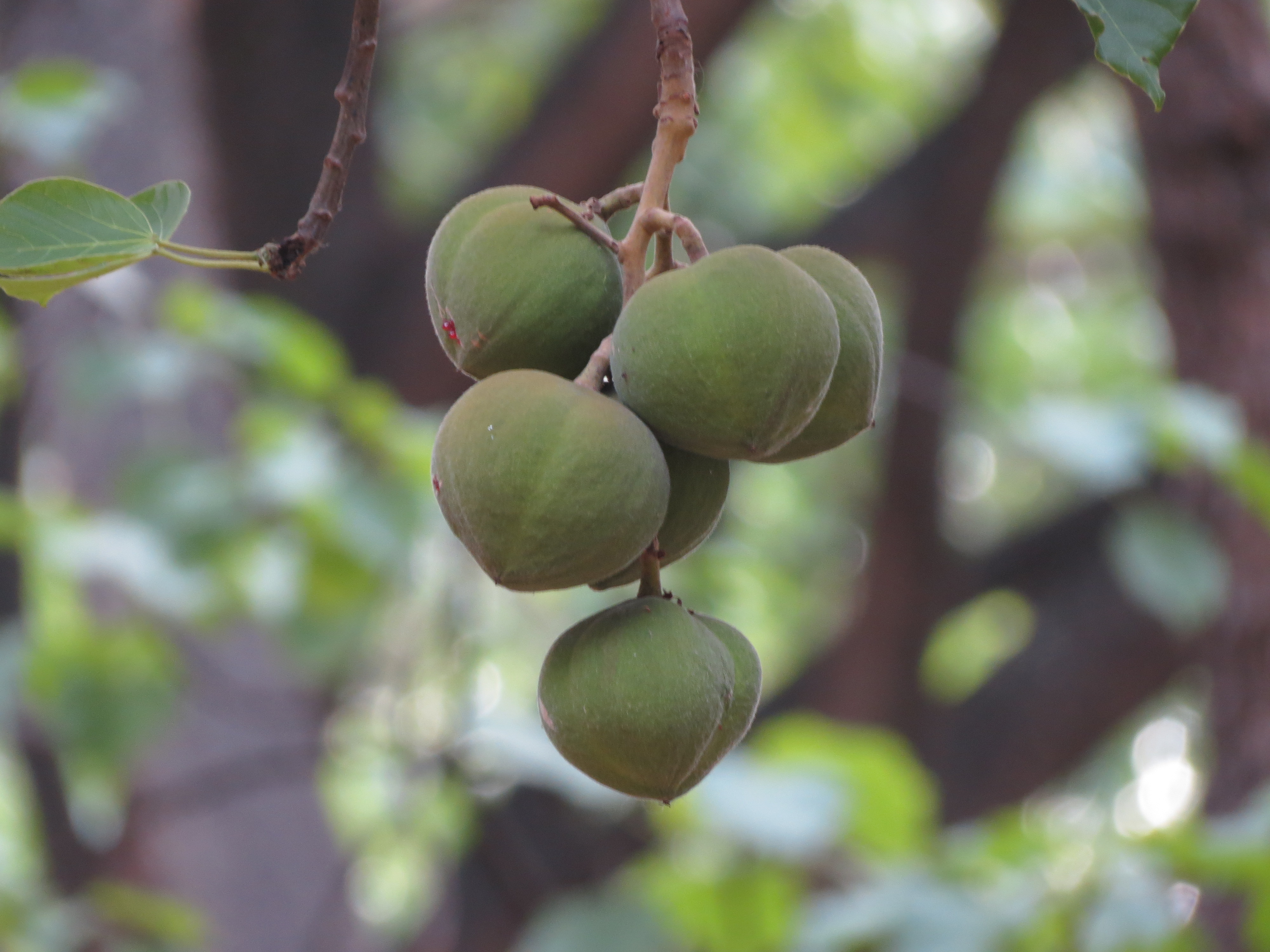
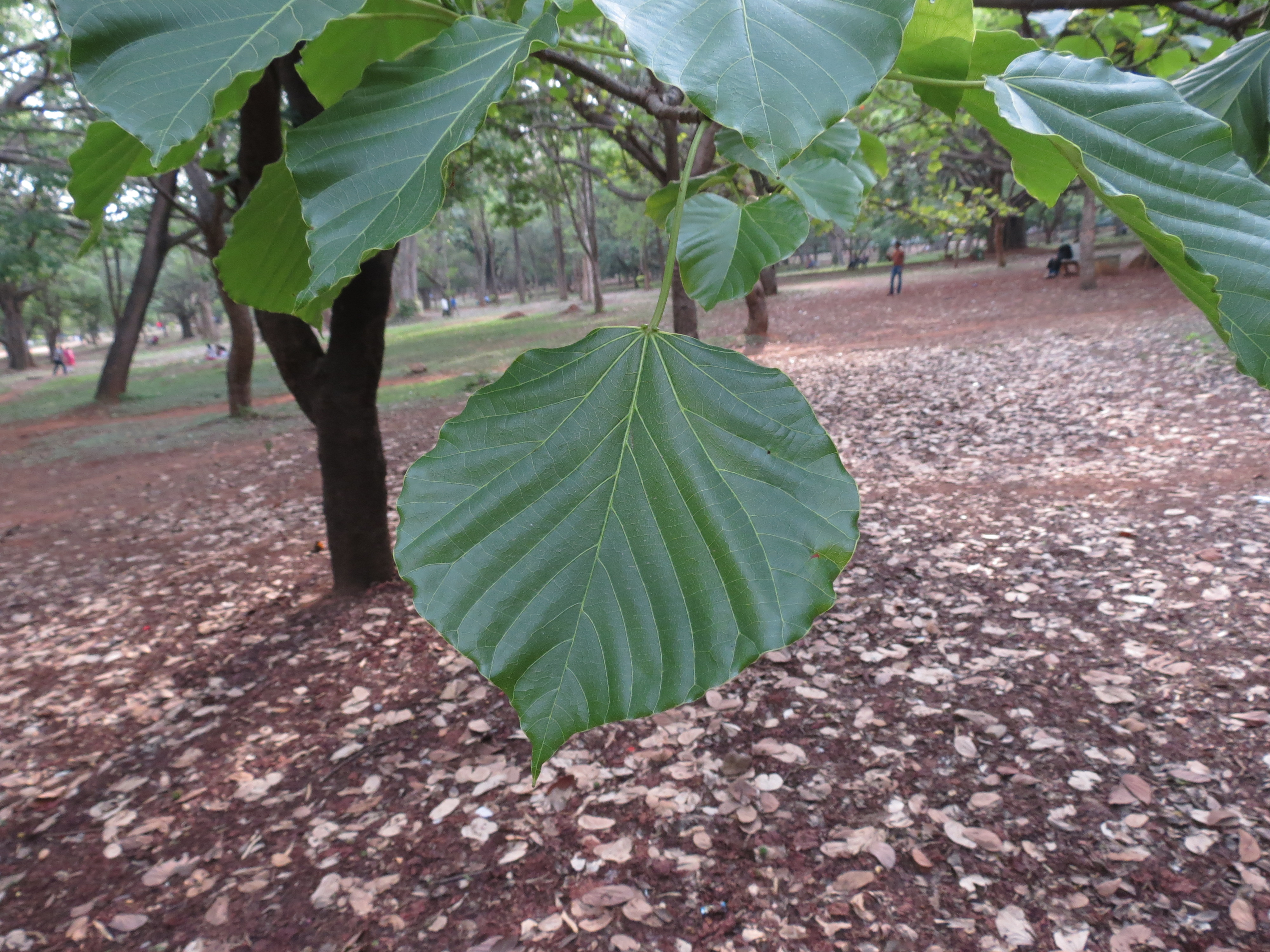
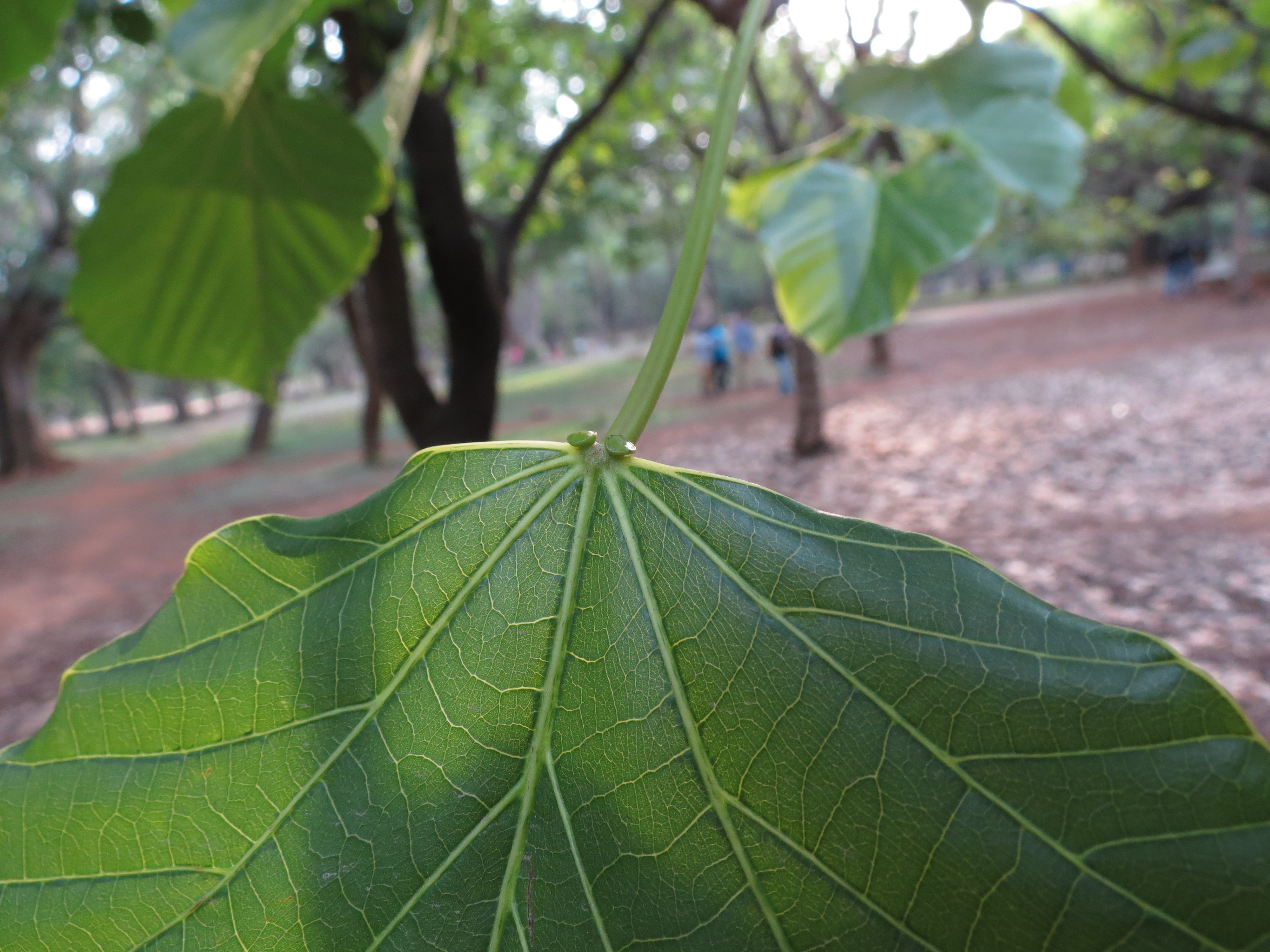
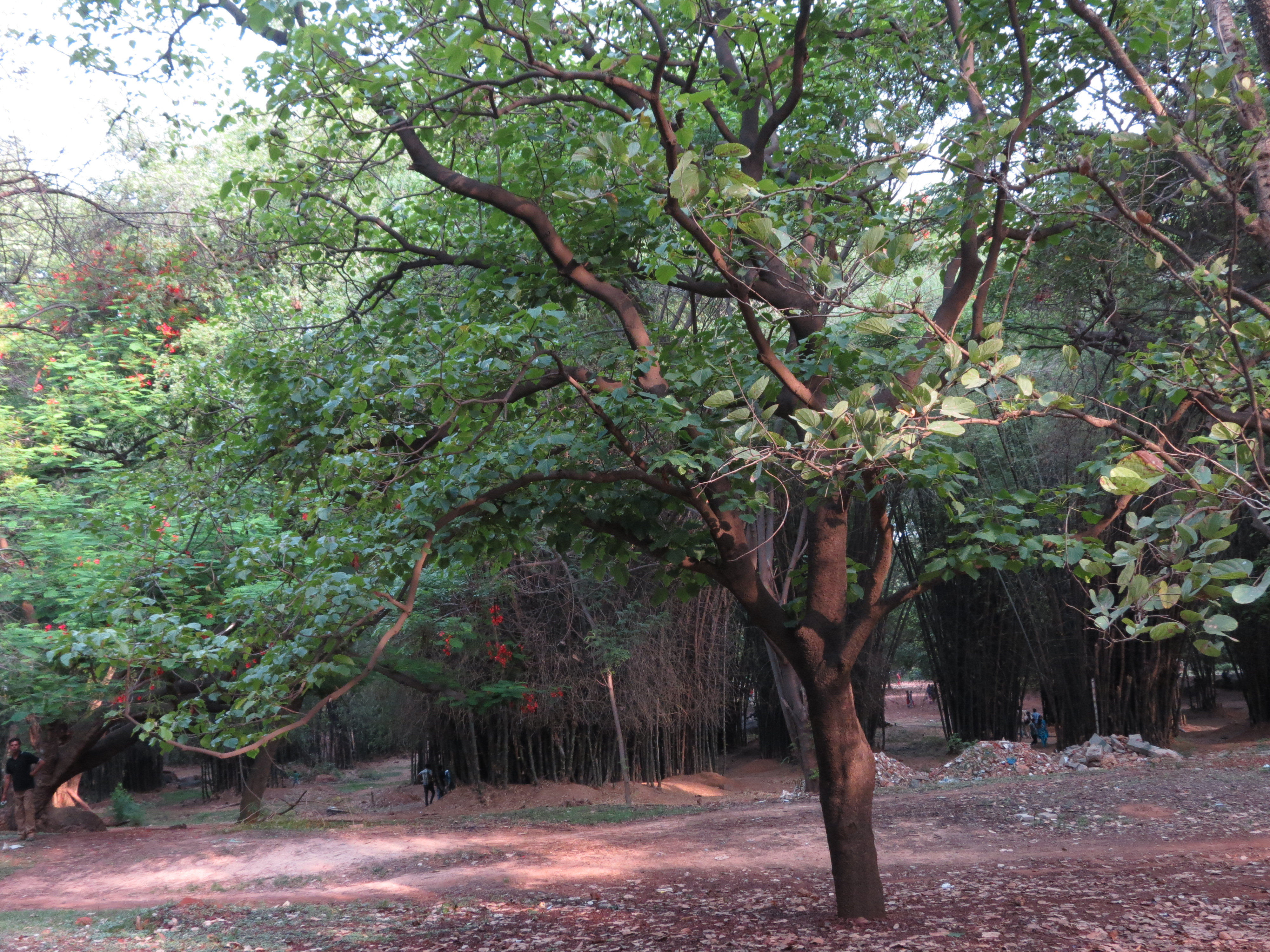